# Hans Günter Hafke
Hans Günter Hafke (* 11. November 1949 in Jülich; † 14. Oktober 2011 ebenda) war ein deutscher Politiker der SPD.

## Ausbildung und Beruf
Hans Günter Hafke erhielt 1963 den Hauptschulabschluss. Danach begann er eine Ausbildung zum Starkstromelektriker, die er 1966 als Facharbeiter abschloss. Weitere zwei Jahre ließ er sich zum Mess- und Regeltechniker ausbilden; diesen Abschluss erhielt er 1975. 1981 wurde er Betriebsratsvorsitzender der Zuckerfabrik Jülich AG.

## Politik
Hans Günter Hafke war seit 1975 Mitglied der SPD. Er war von 1992 bis 1998 Vorsitzender des SPD-Distrikts Jülich-Stadt. Stellvertretender Vorsitzender der SPD-Fraktion im Kreistag Düren wurde er 1995. 1999 wurde er zum sozialpolitischen Sprecher der SPD-Kreistagsfraktion gewählt. Als Vorsitzender des interkulturellen Ausschusses des Kreises Düren fungierte er ab 1999. Von 1995 bis 2000 war er Vorsitzender des interkulturellen Ausschusses des Kreises Düren.
Er war seit 1964 Mitglied der Gewerkschaft Nahrung – Genuss – Gaststätten. Hafke war stellvertretender Aufsichtsratsvorsitzender der Dürener Gesellschaft für Arbeitsförderung (DGA).
Hans Günter Hafke war direkt gewähltes Mitglied des 13. Landtags von Nordrhein-Westfalen in den Jahren 2000 bis 2005 und dort ordentliches Mitglied im Ausschuss für Ernährung, Landwirtschaft, Forsten und Naturschutz, im Rechtsausschuss sowie dessen Vollzugskommission. Als stellvertretendes Mitglied gehörte er dem Medienausschuss und dem Petitionsausschuss an.